# Protaetia angustata
Protaetia angustata (Germar, 1817) è un coleottero appartenente alla famiglia degli Scarabeidi (sottofamiglia Cetoniinae).

## Descrizione

### Adulto
P. angustata è un insetto di medie dimensioni, oscillanti tra i 18 e i 25 mm di lunghezza. Il corpo si presenta di forma tozza dai colori traslucidi, che possono variare da un esemplare all'altro da verde metallico, al rosso, al grigio metallizzato fino al nero.

### Larva
Le larve sono della classica forma a "C", di colore bianco con testa e zampe sclerificate.

## Biologia

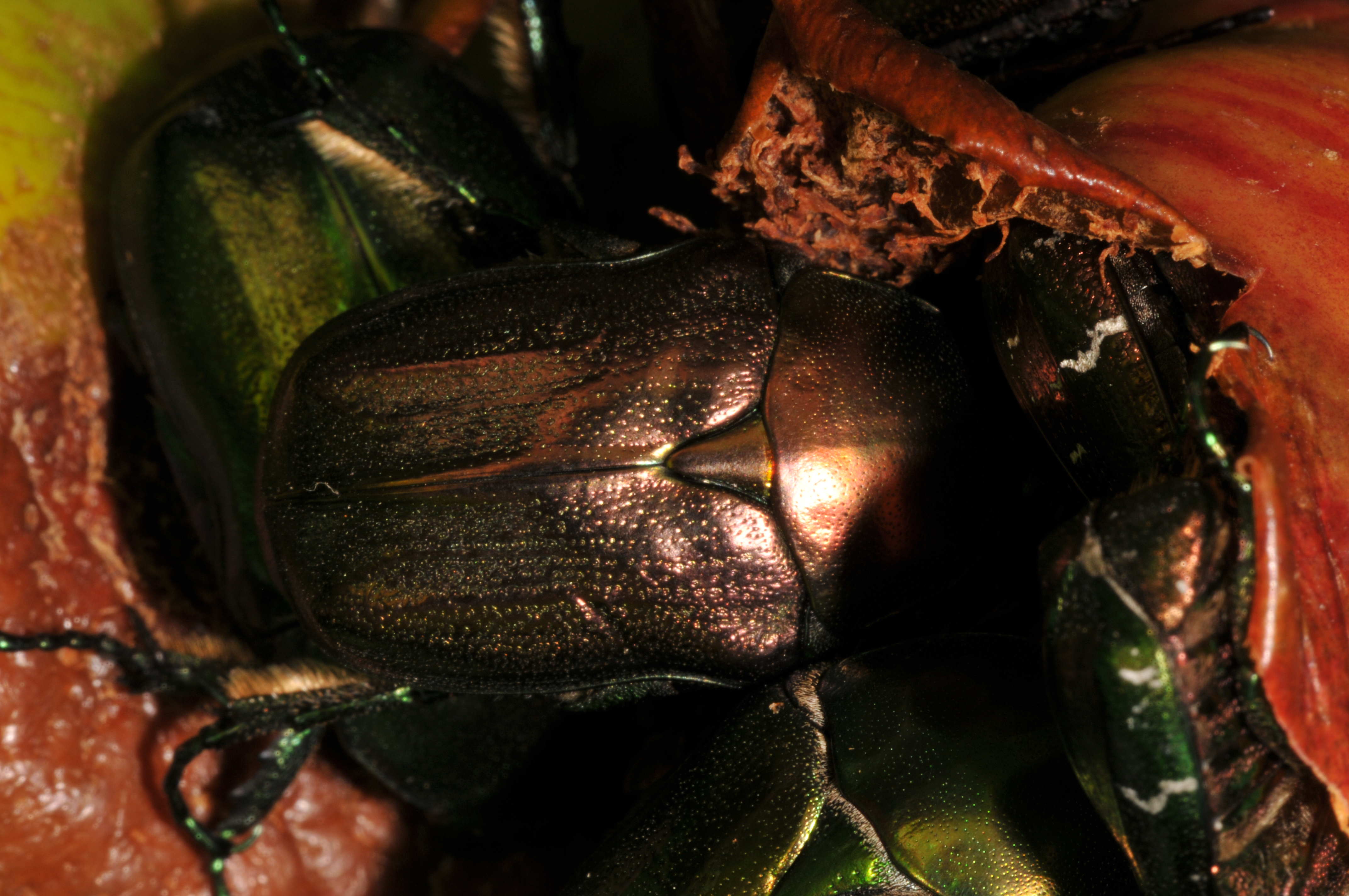
P. angustata su frutta matura

Gli adulti compaiono a fine primavera. Sono di abitudini diurne e possono essere osservati sui tronchi degli alberi mentre ne succhiano la linfa. Possono essere osservati anche sulla frutta matura e, molto raramente, sui fiori. Questi coleotteri prediligono ambienti aperti, dal clima generalmente mite e possono essere osservati in pianura, collina e montagna. Le larve si sviluppano nel terreno, nutrendosi di detriti vegetali in decomposizione e radici.

## Distribuzione e habitat
P. angustata è reperibile in Italia settentrionale, nella Penisola balcanica, nel Canton Ticino, estendo il suo areale ad est fino all'Asia minore, la Siria e l'Israele. In Italia è presente in Piemonte, Liguria, Valle d'Aosta, Lombardia, Veneto, Trentino-Alto Adige e Friuli-Venezia Giulia.

## Conservazione
P. angustata è inserita nella Lista rossa IUCN ed è valutata come specie a rischio minimo (LC).